# Радојловићи
Радојловићи, пореклом Вукотићи, су породица Ђорђа Радојловића, казначеја у Београду и Јелене Ристић, кћерке царског руског кирасирског коњичког поручника Димитрија Ристића и усвојенице војводе Илије Чарапића, сина војводе Васе Чарапића, и Стаменке Карађорђевић, Карађорђеве кћерке.

### Порекло
Радојловићи су пореклом Вукотићи. Њихова крсна слава је Св. великомученик Георгије - Ђурђевдан. Извесно порекло воде из Старе Херцеговине, односно Црне Горе.

### Стеван Вукотић
Стеван Вукотић из Мајдана у рудничкој нахији, који је живео у другој половини XVIII века, имао је сина Радојла Вукотића.

### Радојло Вукотић
Радојле Вукотић познат и као „Лепи Радојле“, био је у време Карађорђеве владе, задужен за рудник на планини Рудник. Радојле је родоначелник Радојловића.
Радојло Вукотић ("Лепи“ Радојло) из Мајдана имао је синове Петра и Николу и кћерку Пауну.

### Ђорђе Радојловић
Ђорђе Радојловић, млађи брат Радојла Вукотића, казначеј у Београду био је ожењен Јеленом Ристић, кћерком царског руског кирасирског коњичког поручника Димитрија Ристића и Стаменке Чарапић, рођ. Карађорђевић, Карађорђеве кћерке. Нису имали деце. Јелене Ристић очух је био војвода Илија Чарапић.
Ђорђе Радојловић је усвојио свог братанца Петра Радојловића, касније среског и окружног начелника.
Породица Радојловић наследила је све предмете војводе Илије Чарапића, као што је његов војводски печатни прстен и др. У њиховој породичној гробници на Новом гробљу у Београду сахрањени су војвода Илија Чарапић и Стаменка Чарапић, рођ. Карађорђевић.

### Капетан Петар Радојловић (1820—1899)начелник рађевског среза
Петар Радојловић (1820—1899), син Радојла Вукотића и усвојеник стрица Ђорђа Радојловића и Јелене Радојловић, рођ. Ристић, Карађорђеве унуке, окружни начелник, био је ожењен Јелисаветом Величковић, кћерком Манојла Величковића сина бимбаше Величка Ђорђевића, чији брат бимбаша Христа је родоначелник Христића породице Филипа Христића.
Петар Радојловић је био у периоду 1859—1862 срески капетан у Крупњу, по одласку Турака 1862. срушио је тврђаву Соко Град.
Петар и Јелисавета Радојловић имали су дванаесторо деце. Њихова деца су (по старости) Јелена, Радоје, који је добио име по деди Радојлу, Ђорђе, Љубомир, Никола, Милан, Мара, Илија, који је добио име по војводи Илији Чарапићу, Драгољуб, Милош (1876−1941), Милица и Стаменка, која је добила име по Стаменки Карађорђевић.

### Ђорђе П. Радојловић (1861—1929)
Ђорђе П. Радојловић (1861—1929) учио је о гвожђарству у Панчеву, Сегедину, Пешти, Грацу и Бечу. У Београду отворио је у Кнез Михајловој улици радњу тј. фирму „Гвожђарска трговина Ђорђа П. Радојловића“. Није имао деце.

### Радоје П. Радојловић (1858—1917)
Радоје П. Радојловић (1858—1917), испред Напредњачке странке био је власник њиховог дневног листа „Видело“. Умро је у Солуну 1917. године.

### Љубомир П. Радојловић (1865—1939)
Љубомир П. Радојловић (1865—1939) син Петра Радојловића, са Марицом Ђ. Благојевић имао је Милоша, Љубицу, Јелисавету, Радојку и Анђелију. О Љубомиру Радојловићу, између осталог, говори војвода Живојин Мишић у својим успоменама, са великом захвалношћу јер му је у време првог пензионисања Љубомир помогао да организује породични живот позајмљујући му већа средства за зидање куће у Делиградској улици.

#### Генералштабни потпуковник Милош Љ. Радојловић (1907—1995)
Генералштабни потпуковник Милош Љ. Радојловић (1907—1995), Љубомиров син, официр војске Краљевине Југославије, био је за време Другог светског рата у четницима генерала Драже Михаиловића командант смедеревско-млавске групе и командант Баната  После рата осуђен на смрт потом на петнаест година робије. Провео на робији 10 година. Потпуковник Милош Љ. Радојловић, био је ожењен Смиљом Банић, са којом има сина Љубомира Радојловића, архитекту.

##### Љубомир М. Радојловић
Љубомир Радојловић, архитекта, син потпуковника Милоша Љ. Радојловића, са Мирајном Чанић, кћерком коњичког пуковника Николе Чанића и унуком армијског генерала Стевана Хаџића, министра војног и Јелисавете Еле Симоновић из породице Симоновића-Спасић-Арсенијевић, има две кћерке кћерке Милицу и Олгу, као и унуке Николу Фишића и Дуњу Бараћ.

#### Радојевићи
Љубица Љ. Радојловић удата за Николу Д. Радојевића, убијеног у Приштини 1942. године. Има потомста.

### Милан П. Радојловић (1868—1928)
Милан П. Радојловић (1868—1928) је са Персидом Д. Аранђеловић имао синове Петра, који је добио име по деди, Милорада и Ђорђа Радојловића, и кћерке Јелену, Јелисавету, Милицу, Софију и Стаменку, која је добила име по Стаменки Карађорђевић - Чарапић.

#### Петар М. Радојловић (1893—1914)
Петар М. Радојловић (1893—1914), син Миланов, студирао је Келну, био је добровољац, четник у јединици војводе Вука. Погинуо је на Рајцу на Дрини 15/28. новембра 1914. године, као ђак-наредник.

#### Милорад М. Радојловић (1898—1966)
Милорад М. Радојловић, син Миланов (1898—1966) завршио је Високу трговачку школу у Лондону.

#### Ђорђе М. Радојловић (1908—1945)
Ђорђе М. Радојловић (1908—1945), завршио је Правни факултет у Београду. Браћа Милорад и Ђорђе наследили су послове стрица Ђорђа П. Радојловића, отворили су 1935. године на породичном плацу у кнез Михајловој улици робну кућу „ТА-ТА“, после рата национализовану зграду познату као „Робне куће Београд“.
Ђорђе М. Радојловић заробљен је у Априлском рату у Сарајеву, крај рата дочекао је у заробљеничком логору у Дортмунду, одакле се вратио у Београд. Ухапсила га ОЗНА 1945. године испред куће у Симиној. Убијен у затвору. Званично се водио као нестао. Од Милорада и Ђорђа Радојловића има потомака, који се залажу за повраћај национализоване имовине Радојловића.

#### Миловановићи
Јелена М. Радојловић удала се за Стевана М. Миловановића, има потомства.

#### Нижетићи
Јелисавета М. Радојловић удала се за Здравка Нижетића, има потомства.

#### Тадићи
Софија М. Радојловић удала се за Милана Тадића. Има потомства.

#### Леко
Стаменка М. Радојловић се удала за Драгомира Лека из породице Леко. Њихов син проф. др Марко Леко, математичар саставио више родослова, укључујући и родослов Радојловића. Има потомства.

### Драгољуб П. Радојловић
Драгољуб П. Радојловић, син Петров, ожењен Драгом Д. Поповић, има потомства.

### Породичне куће и имања
Радојловићи су од Стаменке Чарапић, рођ. Радојловић, Карађорђеве кћерке наследили плацеве на простору између Васине, Кнегиње Зорке, Браће Југовића. Између осталог, имали две вишеспратне куће у улици Симиној и једну у Браће Југовића, где се изнад улаза налази рељеф на коме је приказ Св. Георгије заштитник породице и крсна слава Радојловића, коју је пројектовао Николај Краснов, руски архитекта, некадашњи царски дворски архитекта .
Браћа Милорад и Ђорђе наследили су послове стрица Ђорђа П. Радојловића, отворили су 1935. године на породичном плацу у кнез Михајловој улици робну кућу „ТА-ТА“, после рата национализовану зграду познату као „Робне куће Београд“.
У Београду постоји улица Ђорђа Радојловића на Дедињу (након 2. светског рата била промењена у Жарка Мариновића, стари назив враћен 2004)

### Сродство
Родоначелника Радојловића Петра Радојловића усвојио је Ђорђе Радојловић ожењен Карађорђевом унуком, чији очух је војвода Илија Чарапић. Радојловићи су у сродству са Величковићима а тиме и Христићима, породицом Филипа Христића и Цинцар-Јанковићима, породицом Леко, а тиме и породицом Владана Ђорђевића. Једна грана Радојловића у сродству је са породицом Гарашанин, друга са породицом Јована Ристића, односно Хаџи-Томинима, а тиме и са Богићевићима и двоструко са породицом Филипа Христића и др.